# Kasara Budruk
Kasara Budruk es una  ciudad censal situada en el distrito de Thane en el estado de Maharashtra (India). Su población es de 15611 habitantes (2011). Se encuentra a 61 km de Thane y a 90 km de Bombay.

## Demografía
Según el censo de 2011 la población de Kasara Budruk era de 15611 habitantes, de los cuales 7896 eran hombres y 7715 eran mujeres. Kasara Budruk tiene una tasa media de alfabetización del 79,75%, inferior a la media estatal del 82,34%: la alfabetización masculina es del 88,33%, y la alfabetización femenina del 70,93%.